# 普拉霍-彼得里夫卡
49°37′25″N 38°29′43″E / 49.62361°N 38.49528°E
普拉霍-彼得里夫卡（烏克蘭語：Плахо-Петрівка）是位於烏克蘭東部的村莊，由盧甘斯克州斯瓦托韋區的比洛庫拉基內市鎮負責管轄。該村始建於1770年，面積3.72平方公里，海拔高度121米，2001年人口299，人口密度每平方公里83.8人。